# Jaszczurnik miedziany
Jaszczurnik miedziany, jaszczurnik (Synodus synodus) – gatunek drapieżnej morskiej ryby skrzelokształtnej z rodziny jaszczurnikowatych (Synodontidae), o niewielkim znaczeniu gospodarczym.

## Taksonomia
Takson opisany naukowo przez Karola Linneusza w Systema Naturae (1758). Został wybrany na gatunek typowy rodzaju Synodus.

## Występowanie
Zachodnia i północno-zachodnia oraz wschodnia część Oceanu Atlantyckiego, łącznie z Morzem Śródziemnym. Dość pospolity w płytkich wodach przybrzeżnych. Spotykany w wodach do 144 m głębokości,  czasami wśród raf koralowych. Odpoczywa zwykle na twardym podłożu.

## Opis
Dorasta przeciętnie do 20 cm, maksymalnie do 33 cm długości całkowitej. Ubarwienie żółtawobrązowe do brązowego, z 4 dominującymi pionowymi pręgami w tylnej części ciała. Na płetwie ogonowej ma 3 pionowe smugi. Intensywność ubarwienia może zmieniać w zależności od tła, na którym się znajduje. Płetwa grzbietowa jest wsparta na 13–15, a odbytowa na 8–10 promieniach.
Żywi się małymi bezkręgowcami chwytanymi przy dnie. Zaatakowany lub zaniepokojony wkopuje się w piaszczyste dno za pomocą ruchów głowy i płetw brzusznych.

## Znaczenie gospodarcze
Mięso jaszczurnika miedzianego jest jadalne, ale gatunek ten nie ma istotnego znaczenia gospodarczego. Jest spotykany w przyłowach dennych.